# Aurel Vijoli

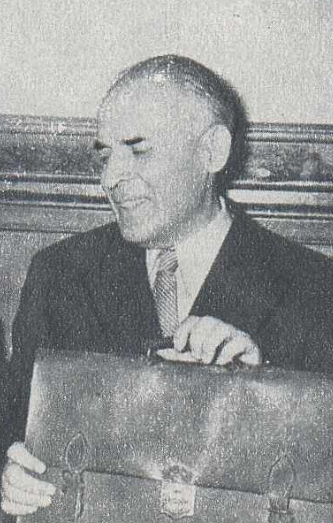
Aurel Vijoli

Aurel Vijoli (* 12. Februar 1902 in Recea, Kreis Brașov; † 1. Juli 1981 in Bukarest) war ein rumänischer Politiker der Rumänischen Kommunistischen Partei PMR (Partidul Muncitoresc Român) und ab 1965 PCR (Partidul Comunist Român). Er wurde am 18. November 1947 Nachfolger von Tiberiu Moșoiu als Gouverneur der Rumänischen Nationalbank BNR (Banca Națională a României) und bekleidete dieses Amt bis November 1948. Am 20. März 1957 übernahm er im Kabinett Stoica II das Amt des Finanzministers (Ministrul finanțelor) und bekleidete dieses auch im nachfolgenden Kabinett Maurer I, Kabinett Maurer II, Kabinett Maurer III sowie Kabinett Maurer IV bis zu seiner Ablösung durch Virgil Pârvu am  16. Juli 1968.

## Leben

### Studium, Bankmanager und Gouverneur der Nationalbank
Aurel Vijoli trat 1921 als Mitarbeiter in die Generaldirektion für den Haushalt des Finanzministeriums ein und war danach zwischen 1922 und 1923 Buchhalter bei der Banca Viticola, ehe er am 1. August 1923 zur Rumänischen Nationalbank BNR (Banca Națională a României) wechselte. Er war anfangs vom 1. August 1923 bis Dezember 1924 Mitarbeiter im Vorstandssekretariat sowie zwischen Dezember 1924 und 1929 Chef der Sektion für Überweisungen. Er absolvierte ein Studium an der Juristischen Fakultät der Wirtschaftsakademie Bukarest und wurde am 3. Juni 1929 Manager der Nationalbank, in der er nunmehr zwischen 1929 und 1936 Chef der Sektion Skonto war. 1936 erwarb er einen Doktor der Wirtschafts- und Rechtswissenschaften an der Akademie für gewerbliche und industrielle Studien und wechselte danach ins Ministerium für Nationale Wirtschaft, in dem er zwischen 1936 und 1938 Chef der Devisen-Sektion der Generaldirektion für Außenhandel war. Im Anschluss war er von 1938 bis 1941 Technischer Berater für die Organisation administrativer Aufgaben des Obersten Bankenrates (Consiliului Superior Bancar). 
1941 kehrte Vijoli zur Nationalbank zurück und war dort bis 1943 Inspektor. Während dieser Zeit wurde er 1943 Mitglied der damaligen Rumänischen Kommunistischen Partei PCR (Partidul Comunist din România). Er arbeitete zwischen 1943 und April 1945 beim Statistischen Dienst und wurde im Oktober 1944 als Chef des Kollektivs der Wirtschaftswissenschaftler der Nationaldemokratischen Front FND (Frontul Național Democrat). Er war zwischen April 1945 und Mai 1946 Verwaltungsdirektor der Rumänischen Nationalbank sowie anschließend von Mai 1946 bis November 1947 Vizegouverneur und Mitglied des Obersten Wirtschaftsrates der Nationalbank. 1946 wurde er zudem Mitglied der Deputiertenkammer (Adunarea Deputaților) und vertrat in dieser bis 1948 den Wahlkreis Arad. Am 8. November 1947 wurde er schließlich Nachfolger von Tiberiu Moșoiu als Gouverneur der Rumänischen Nationalbank BNR (Banca Națională a României) und bekleidete dieses Amt ein Jahr lang bis November 1948. Im Anschluss fungierte er zwischen November 1948 und März 1952 Präsident der Staatsbank (Băncii de Stat) und war zeitgleich in Personalunion Vize-Finanzminister. Zugleich war er zwischen 1948 und März 1952 Professor und Lehrstuhlinhaber für Geld- und Kreditzirkulation der Wirtschaftsakademie Bukarest. Darüber hinaus wurde er 1948 Mitglied der Großen Nationalversammlung (Marea Adunare Națională) und gehörte dieser als Vertreter des Wahlkreises Bukarest bis 1952 an. 

### Finanzminister und ZK-Mitglied
Im Mai 1952 wurde Aurel Vijoli von Beamten des Innenministeriums MAI (Ministerul Afacerilor Interne) wegen des Vorwurfs der „Untergrabung der Volkswirtschaft“ verhaftet. Im September 1954 wurde er aus der Untersuchungshaft entlassen, nachdem sich der Anfangsverdacht und die gegen ihn gerichteten Vorwürfe sich nicht bestätigt hatten. Danach nahm er im Oktober 1954 auch wieder seine Funktion als Professor und Lehrstuhlinhaber für Geld- und Kreditzirkulation der Wirtschaftsakademie Bukarest auf, an der er bis 1968 lehrte. 1956 wurde er auch wieder in die nunmehrige Rumänische Arbeiterpartei PMR (Partidul Muncitoresc Român) aufgenommen. Im Anschluss war er zwischen September 1956 und März 1957 Berater des Ministerrates für Finanz- und Bankangelegenheiten.
Am 20. März 1957 übernahm Vijoli im Kabinett Stoica II das Amt des Finanzministers (Ministrul finanțelor) und bekleidete dieses auch im nachfolgenden Kabinett Maurer I, Kabinett Maurer II, Kabinett Maurer III sowie Kabinett Maurer IV bis zu seiner Ablösung durch Virgil Pârvu am 16. Juli 1968. Auf dem Achten Parteitag der PMR (20. bis 26. Juni 1960) wurde er Kandidat des Zentralkomitees (ZK) der PMR. Darüber hinaus wurde er 1961 abermals Mitglied der Großen Nationalversammlung, in der er nunmehr bis 1969 den Wahlkreis Sighet Nr. 14 vertrat. Auf dem Neunten Parteitag der PCR (19. bis 24. Juli 1965) wurde er Mitglied des ZK der PCR, dem er bis zum 28. November 1974 angehörte. Nach seinem Ausscheiden aus der Regierung war er vom 16. Juli 1968 bis zum 12. März 1969 Präsident der Finanz- und Wirtschaftskommission der Großen Nationalversammlung. Auf dem Elften Parteitag der PCR (24. bis 27. November 1974) wurde er Mitglied der Zentralen Revisionskommission des ZK der PCR, der er bis zu seinem Tode am 1. Juli 1981 angehörte.

### Ehrungen und Auszeichnungen
Für seine langjährigen Verdienste wurde Aurel Vijoli mehrfach ausgezeichnet und erhielt unter anderem 1948 den Stern der Volksrepublik Rumänien Zweiter Klasse (Ordinul Steaua Republicii Populare Române), 1957 den Orden der Arbeit Dritter Klasse (Ordinul Muncii), 1959 den Orden 23. August Dritter Klasse (Ordinul 23. August), 1962 den Stern der Volksrepublik Rumänien Erster Klasse, 1963 den Stern der Volksrepublik Rumänien Dritter Klasse, 1964 den Orden der Arbeit Erster Klasse, 1966 den Orden Tudor Vladimirescu Dritter Klasse (Ordinul Tudor Vladimirescu) sowie 1971 den Orden Tudor Vladimirescu Zweiter Klasse.
Ihm zu Ehren wurde die Technische Schule Colegiul Tehnic „Aurel Vijoli“ in Făgăraș benannt.

## Veröffentlichungen
- Sistemul bănesc în slujba claselor exploatatoare. Din Ţările Romîne şi Romînia burghezo-moşierească, Editura Ştiinţifică, 1958
- Din prefacerile sistemului bănesc și de credit, Editura Științifică și Enciclopedică, 1980

## Hintergrundliteratur
- Robert Levy: Ana Pauker: The Rise and Fall of a Jewish Communist, University of California Press, 2001
- Csaba Bekes, Laszlo Borhi, Peter Ruggenthaler, Ottmar Trasca: Soviet Occupation of Romania, Hungary, and Austria 1944/45–1948/49, Central European University Press, 2015